# ياغمو
ياغمو (بالإنجليزية: Yagmo)‏ هي منطقة سكنية تقع في الصين في أزمة التبت والصين. يقدر عدد سكانها بـ
- نسمة .